# Зелена революція в Індії

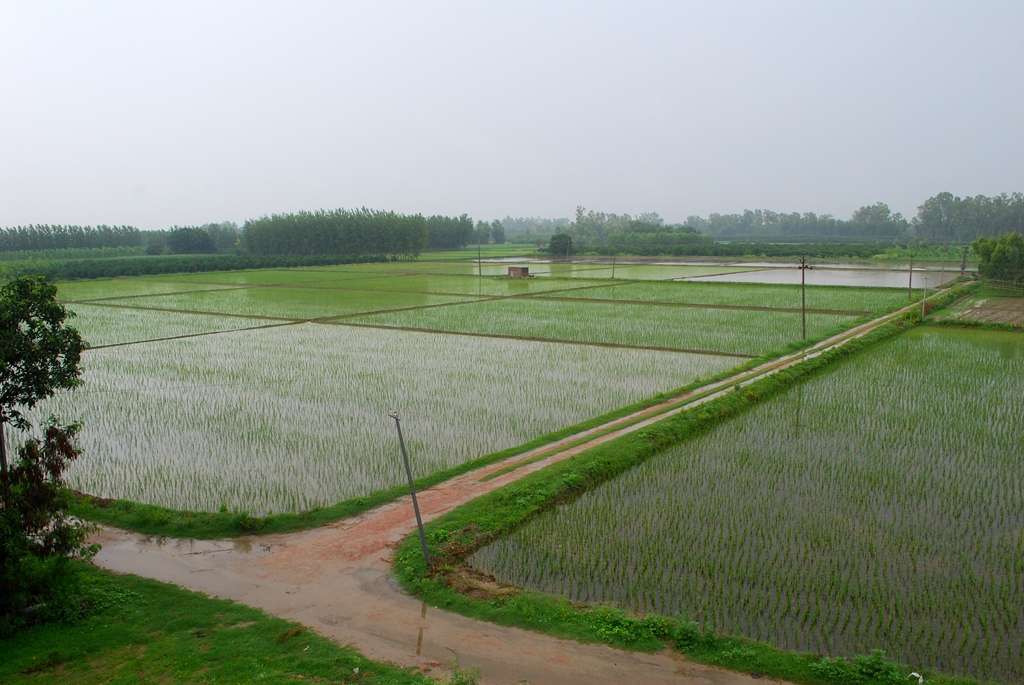
Штат Пенджаб очолив Зелену революцію в Індії та отримав статус «житниці Індії»

Зелена революція — це період, який почався в 1960-х роках, під час якого сільське господарство в Індії перетворили на сучасну індустріальну систему шляхом упровадження технологій, таких як використання насіння високоврожайних сортів (HYV), механізованих сільськогосподарських знарядь, іригаційних споруд, пестицидів і добрив. Цей період, головним чином очолюваний вченим-аграрієм М. С. Свамінатаном з Індії, був частиною більшої Зеленої революції, започаткованої Норманом Борлаугом, яка використовувала сільськогосподарські дослідження та технології для підвищення продуктивності сільського господарства в країнах, що розвиваються.
Під прем'єрством лідерів Конгресу Лала Бахадура Шастрі та Індіри Ганді Зелена революція в Індії почалася 1968 року, що призвело до збільшення виробництва продовольчого зерна, особливо в Пенджабі, Хар'яні та Західному Уттар-Прадеші. Основною віхою в цьому починанні були розробка високоврожайних сортів пшениці і тих, що стійкі до іржі.

## Обґрунтування Зеленої революції
Зелена революція в Індії була вперше запроваджена в Пенджабі наприкінці 1966-67 років як частина програми розвитку, розробленої міжнародними донорськими організаціями та урядом Індії.
Під час Британського Раджу зернова економіка Індії трималася на односторонніх відносинах експлуатації. Отже, коли Індія здобула незалежність, ослаблена країна швидко стала вразливою до частих голодів, фінансової нестабільності та низької продуктивності. Ці фактори сформували обґрунтування реалізації Зеленої революції як стратегії розвитку Індії.
- Часті голоди: у 1964–65 та 1965–66 роках Індія пережила дві сильні посухи, що призвели до нестачі продовольства та голоду серед зростаючого населення країни[11]. Сучасні сільськогосподарські технології, здавалося, пропонують стратегії протидії частоті голоду[12]. Існують дебати щодо голоду в Індії до здобуття незалежності: дехто стверджує, що він був посилений британським оподаткуванням й аграрною політикою в 19 і 20 століттях[10], а інші применшують такий вплив колоніального панування.
- Брак фінансів: фермерам було дуже важко отримати фінансування та кредити за економними ставками від уряду та банків.
- Низька продуктивність: у контексті швидкого зростання населення Індії традиційні методи сільського господарства країни не дали достатнього виробництва продуктів харчування. До 1960-х років ця низька продуктивність призвела до того, що Індія зазнала дефіциту продовольчого зерна, який був серйознішим, ніж в інших країнах, що розвиваються. Технологічний прогрес у сільському господарстві створив можливості для підвищення продуктивності[12].

## Практики

### Виробництво пшениці
Основною розробкою були високоврожайні сорти пшениці для створення стійких до іржі сортів пшениці. Упровадження високоврожайних сортів (HYV) насіння та покращення якості добрив і техніки зрошення призвели до збільшення виробництва, щоб зробити країну самозабезпеченою продовольчим зерном, таким чином покращивши сільське господарство в Індії. Прийняті методи охоплювали використання високоврожайних сортів насіння із сучасними методами землеробства.
Виробництво пшениці дало найкращі результати в самозабезпеченні Індії. Разом із високоврожайним насінням та іригаційними спорудами, ентузіазм фермерів мобілізував ідею сільськогосподарської революції. Через збільшення використання хімічних пестицидів і добрив спостерігався негативний вплив на ґрунт (деградація землі).

## Видатні постаті та установи
Кілька людей та інституцій були відзначені за їхні зусилля під час Зеленої революції в Індії:
- М. С. Свамінатан, головний архітектор або батько зеленої революції в Індії[15];
- Чідамбарам Субраманіам, тодішній міністр продовольства та сільського господарства, Бхарат Ратна, був названий політичним батьком Зеленої революції[16];
- Ділбага Сінгха Атвала, батько пшеничної революції[17];
- Вчений Атмарам Бхайрав Джоші;
- Індійський інститут сільськогосподарських досліджень (IARI).

## Критика
Зелена революція принесла велике економічне процвітання в перші роки. У Пенджабі, де її вперше запровадили, революція призвела до значного збільшення сільськогосподарського виробництва штату, підтримуючи загальну економіку Індії. До 1970 року Пенджаб виробляв 70 % загального обсягу продовольчого зерна країни, а доходи фермерів зросли більш ніж на 70 %. Процвітання Пенджабу після Зеленої революції стало зразком, до якого прагнули інші держави.
Однак, попри початкове процвітання Пенджабу, Зелена революція зустріла багато суперечок в усій Індії.

### Індійський економічний суверенітет (негативний вплив)
Багатьом аграріям було важко розплачуватися за дорогі технології, особливо якщо вони мали неврожай. Ці високі витрати на вирощування штовхали сільських фермерів брати кредити, як правило, під високі відсоткові ставки. Надмірне запозичення втягнуло фермерів у борги.
Лібералізована економіка Індії ще більше погіршила економічні умови фермерів. Індійська екологиня Вандана Шива пише, що це «друга зелена революція». За її словами, перша Зелена революція була здебільшого профінансована державою (урядом Індії), а нова — зумовлена приватними (та іноземними) інтересами, зокрема ТНК, такими як Monsanto, що заохочує неолібералізм. Зрештою, це призводить до іноземної власності на більшу частину сільськогосподарських угідь Індії, підриваючи інтереси фермерів.
Фінансові проблеми фермерів стали особливо очевидними в Пенджабі, де в сільських районах спостерігалося тривожне зростання рівня самогубств. За винятком незліченних незареєстрованих випадків, за оцінками, кількість самогубств у Пенджабі зросла на 51,97 % у 1992—1993 роках порівняно зі зростанням у 5,11 % у країні в цілому. Заборгованість продовжує залишатися серйозною проблемою для населення Пенджабу, про що свідчить понад 900 зареєстрованих фермерів, які покінчили життя самогубством у Пенджабі у 2017—2018 роки.

### Шкода навколишньому середовищу
Надмірне та невідповідне використання добрив і пестицидів призвело до забруднення водних шляхів і знищення корисних комах і дикої природи. Це призвело до надмірного використання ґрунту та швидкого виснаження його поживних речовин. Нестримна практика зрошення спричинила остаточну деградацію ґрунту. Крім того, сильна залежність від кількох основних культур призвела до втрати біорізноманіття фермерів і збільшення випадків спалювання стерні з 1980 року. Ці проблеми посилилися через відсутність навчання використанню сучасних технологій і неграмотність, що стало причиною надмірного використання хімікатів.

### Збільшення регіональних диспропорцій
Зелена революція поширилася лише на зрошувані та високопотенційні богарні території. Села чи регіони, які не мали доступу до достатньої кількості води, залишилися поза увагою, що збільшило регіональні відмінності, оскільки технічно насіння HYV можна застосовувати лише на землі з гарантованим водопостачанням і доступністю інших ресурсів, таких як хімікати, добрива тощо. Застосування нової технології в посушливих районах неможливе.
Такі штати, як Пенджаб, Хар'яна, Уттар-Прадеш тощо, маючи хороші іригаційні та інші об'єкти інфраструктури, змогли отримати переваги зеленої революції та досягти швидшого економічного розвитку, тоді як інші штати зафіксували повільне зростання сільськогосподарського виробництва.

## Альтернативні методи землеробства
За роки, що минули після прийняття Зеленої революції, виникли проблеми сталого розвитку через несприятливий екологічний і соціальний вплив. Щоб подолати ці проблеми, з'явилися інші альтернативи сільському господарству, такі як невеликі ферми, сімейні садиби, комуни Нью-Ейдж, сільські та громадські фермерські колективи та жіночі кооперативи зі спільною метою виробництва органічно вирощеної їжі без хімікатів. У районах зеленої революції в країні все більше сімей самостійно експериментують з альтернативними системами управління землею та вирощуванням сільськогосподарських культур. Спираючись на ідею сталого розвитку, були розроблені комерційні моделі для великомасштабного виробництва харчових продуктів шляхом інтеграції традиційних систем землеробства з відповідними енергоефективними технологіями.